# Metilmalonil-CoA carbossitransferasi
La metilmalonil-CoA carbossitransferasi è un enzima appartenente alla classe delle transferasi, che catalizza la seguente reazione:
(S)-metilmalonil-CoA + piruvato ⇄ propanoil-CoA + ossaloacetato
L'enzima è una proteina biotinilata, contenente cobalto e zinco.